# تجربة مارشميلو ستانفورد

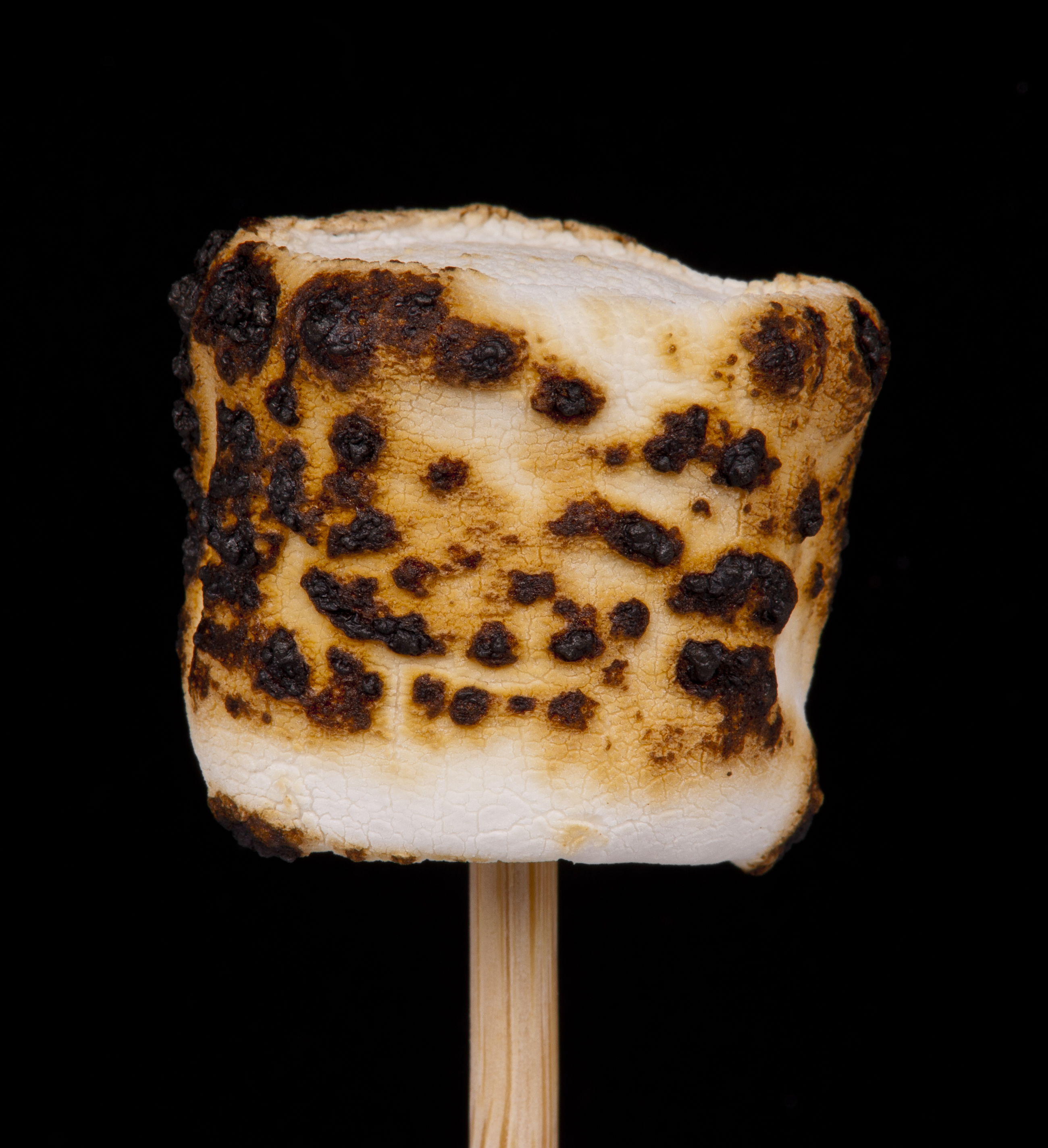
قطعة مارشميلو.

تجربة مارشميلو ستانفورد، سلسلة من الدراسات عن تأثير تأجيل الرغبات تمت إجراءها في أواخر الستينيات وأوائل السبعينات تحت إشراف عالم النفس الأمريكي والتر ميشيل ووإيبي ايبسون أستاذ في جامعة ستانفورد. التجربة ببساطة هي تخيير الطفل ما بين تناول قطعة مارشيملو (أحيانا كعك أو بسكوت مملح) على الفور، أو قطعتين إن استطاع أن ينتظر فترة قصيرة من الوقت، حوالي 15 دقيقة، يكون فيها مشرف التجربة خارج الغرفة ويعود بعد انتهاء الوقت. بالرغم من أن المتابعة سجلت تناظرا بين أولئك الذين استطاعوا الانتظار لمدة أطول للحصول على مكافآت أكبر وهم أطفال، وبين تمتعهم بحياة علمية أفضل، طبقا لمقياس سات، كتلة عضلية أفضل وغيرها من مقاييس الحياة كبالغين، إلا أن التجربة أعيدت أكثر من 10 مرات على عينة أكثر تنوعا من السكان، ولم تخلص لنتائج تدعم استنتاجات الدراسة الأصلية. بل خلصت إلى أن خلفية الأفراد الاقتصادية هي التي أعطتهم أفضلية في الحياة، مستبعدة وجود العلاقة السببية مع الإرادة التي خلصت لها الدراسة الأصلية.

## الأصول
لم تكن تلك التجربة هي الأولى من نوعها ولكنها الأشهر. ترجع الأولى إلى تجربة سابقة في ترينيداد حيث لاحظ ميشيل أن المجموعات العرقية المختلفة التي تعيش على نفس الجزيرة لديها نمط حياة مختلف من حيث التصرف المتهور، التحكم في النفس والقدرة على الاستمتاع.
استهدفت الدراسة على الأطفال الذكور والإناث الذين تتراوح أعمارهم ما بين سبعة إلى تسع أعوام (35 من صاحبي البشره السوداء و 18 فرد من شرق الهند) في مدرسة ترينيداد الريفية. تم تخيير الأطفال ما بين الحصول على تناول قطعة حلوى بسعر سنت أو قطع حلوى بسعر 10 سنت يحصلوا عليها بعد أسبوع. كتب ميشيل في تقريره أن الاختلاف العرقي كان له تأثير واضح، حيث أظهر الأطفال الهنود قدرة أكبر على تأجيل رغباتهم للحصول على حلوى أكثر على عكس الأطفال الأفارقة الذين رضوا باللذة اللحظية، كما أوضحت دور السن في التجربة. كانت المفاجأة هي أن المستوى الاقتصادي للأطفال لم يكن له تأثير كبير.
أظهرت التجربة دور الأب والتربية في تأجيل الرغبات، حيث أنه لم يظهر من أي أب في مجموعة الأطفال الأفارقة على عكس مجموعة الأطفال الهنود الذي تغيب أب وحيد.

## تجربة ستانفورد
تمت إجراء تجربة مارشيملو ستانفورد للمرة الأولى تحت إشراف عالم النفس والتر ميشيل وإيبي ايبسون في جامعة ستانفورد عام 1960.
كان الهدف الأساسي للتجربة هو فهم متى تتطور قدرة تأجيل الرغبات للحصول على شيء ما يريده المرء عند الأطفال. جرت التجربة الأصلية في مدرسة بيج نيرسي، في جامعة ستانفورد، على مجموعة أطفال تتراوح أعمارهم ما بين 4-6 أعوام.
شارك في التجربة أكثر من 600 طفل، أكلت أقلية منهم قطعة المارشيملو على الفور. بينما قام الأغلبية بانتظار القطعة الثانية، ثلث منهم فقط من انتظر برضا.

### التجربة
يتم إدخال الأطفال إلى غرفة خالية من أي وسيله إلهاء، لا يوجد أثاث بالغرفة غير كرسي يجلس عليه الطفل ومكتب يوضع على طبق به قطعة حلوى (قطعة بسكويت أوريو، مارشيملو أو عصا بريتزول). يتم تخيير الأطفال ما بين أكل قطعة الحلوى الآن أو الانتظار لفترة من الزمن حوالي 15 دقيقة والحصول على قطعتين.
ذكر ميشيل أن بعض الأطفال قاموا بتغطية أعينهم أو يديرون رأسهم حتى لا يروا الطبق، بينما قام أخرون بركل المكتب أو الضغط على قطعة المارشيملو، في حين أن آخرين أكلوا القطعة بمجرد مغادرة الباحث بكل بساطة.

### المواضيع
تم اختيار 16 ولد و 16 فتاة يدرسون في مدرسة بيج نيرسي في جامعة ستانفورد لإجراء 3 اختبارات أخرى، لكن تم إلغاء التجارب بسبب فشلهم في فهم التعليمات. تراوحت أعمار الأطفال ما بين 3 أعوام، من 6 شهور إلى 5 أعوام. اجرى التجربة باحثين، يتم اختيار ثمان أشخاص في المرة الواحدة (أربع ذكور وأربعة إناث) يتم توزيعهم عشوائيا إلى مجموعتين (في كل مجموعة صبيين وفتاتين) يمروا بالحالات الأربع من التجربة لضمان تجنب الآثار المنحازة تجاة الجنس أو المجربين.

### الظروف
| الرمز | المعنى                                                        |
| ----- | ------------------------------------------------------------- |
| س     | المثير المباشر، الأقل تفضيلا والذي يمكن الحصول عليه في الحال. |
| ص     | المثير الثاني، الأكثر تفضيلا والذي ب الانتظار للحصول عليه.    |

1. ترى المجموعة كلا من «س» و «ص».[11]
2. لا ترى المجموعة أيا من «س» و «ص».[11]
3. ترى المجموعة «ص» فقط.[11]
4. ترى المجموعة «س» فقط.[11]

### الإجراء
يوضع على الطاولة في الغرفة التجريبية خمس قطع من البرتزل وعلب كيك. تحت علبة الكيك توجد خمس قطع أخرى من البرتزل وقطعتين من الحلوى على شكل حيوانات. يوجد أمام الطاولة كرسيين، على إحداهما صندوق كرتون فارغ وعلى الأرض أمامه صندوق عليه أربع ألعاب تعمل بالبطارية. يطلب المسئول عن التجربة من الطفل الجلوس على الكرسي الأخر ويعرض عليه كل لعبة من الأربعة بطريقة ودية قبل أن يعيدها إلى الصندوق مرة أخرى بعيدا عن الطفل.
قبل أن يغادر المجرب الغرفة يخبره أنه يستطيع اللعب لكن إذا أكل البسكويت سيعود مرة أخرى.
المرحلة الثانية من التجربة عندما يفتح المجرب علبة البسكويت ويسأل الطفل عن الحلوى التي يريدها أكثر وعندما يختار يجعلها هي «ص» والأقل تفضيلا هي «س» إذا استطاع الطفل أن ينتظر مدة التجربة -15 دقيقة- وهما أمامه يحصل على المكافأتين.

## دراسات متابعة
في الدراسات المتابعة، وجد ميشيل ربط ما بين نتائج اختبار المارشيملو ونجاح الأطفال في حياتهم بعد سنوات عديدة. تم إجراء أول دراسة متابعة في عام 1988، أظهرت أن أغلب الأطفال الذين استطاعوا تأخير ملذاتهم لفترة أطول، وصفهم آبائهم بعد 10 سنين بالمراهقين الأكثر كفاءة.
أظهرت دراسة المتابعة الثانية التي أجريت عام 1990 أن من لديهم القدرة على تأجيل ملذاتهم يكون لديهم نتائج أعلى على مقياس سات.

## وصلات خارجية
- «يواكيم دي بوسادا يقول، لا تأكل الخطمي بعد»- من مؤتمر تيد.
- دعهم يأكلوا قطعة المارشميلو- مقالة من موقع ذا ديلي بيست.

### الفيديوهات
- اختبار مارشميلو.
- تجربة مارشميلو ستانفورد
- حوار والتر ميشيل عن تجربة مارشميلو ستانفورد